# 월드워Z
《월드워Z》(영어:  World War Z)는 2013년 개봉한 포스트 아포칼립스 좀비 액션 호러 영화이다. 맥스 브룩스의 소설 《세계 대전 Z》를 원작으로 하며, 마르크 포르스터가 감독하고 매슈 마이클 카너핸, 드루 고더드, 데이먼 린들로프가 각본을 썼다. 브래드 피트는 주연인 제리 레인 역을 맡으면서 제작에도 참여했다. 이외에 미레유 에노스, 제임스 배지 데일이 출연했다.

## 출연
- 브래드 피트 - 제리 레인 (Gerry Lane)
- 미어레이 이노스 - 캐린 (Karin)
- 페이나 모코에나 - 티에리 (Thierry)
- 다니엘라 케르테스 - 세겐 (Segen)
- 제임스 배지 데일 - 스피크 (Speke)
- 엘리어스 거벨 - 앤드루 패스백 (Andrew Fassbach)
- 뤼디 부컨 - 위르겐 바름브룬 (Jurgen Warmbrunn)
- 애비게일 하그로브 - 레이철 레인 (Rachel Lane)
- 스털링 제린스 - 콘스턴스 레인 (Constance Lane)
- 파브리지오 귀도 - 토미 (Tommy)
- 피터 카팔디, 피에르프란체스코 파비노, 루스 네가, 모리츠 블라이프트로이 - WHO 의사

## 취소된 속편
2017년 6월, 파라마운트 픽처스는 데이비드 핀처가 감독을 맡으며, 브래드 피트가 주인공으로 돌아올 것이라고 발표하였다. 촬영은 2018년 가을에 시작될 예정이었지만, 데이비드 핀처가 제작하고 있던 드라마 《마인드헌터》의 작업 때문에 일정이 변경되었다. 2018년 10월, 프로듀서 디드 가드너는 속편이 2019년 6월부터 촬영을 시작할 것이라고 확인하였다. 그러나 2019년 2월에 영화는 5개국에서 몇 달 간의 사전 제작 및 인력 배치 끝에 취소되었다. 할리우드 리포터에 따르면 중국 정부의 좀비 또는 유령 영화 금지가 파라마운트가 속편을 취소한 가장 큰 이유였다.